# Naskia axiplicata
Naskia axiplicata is een slakkensoort uit de familie van de Horaiclavidae. De wetenschappelijke naam van de soort is voor het eerst geldig gepubliceerd in 1985 door Sysoev & Ivanov.